# Pere Mañach i Jordi

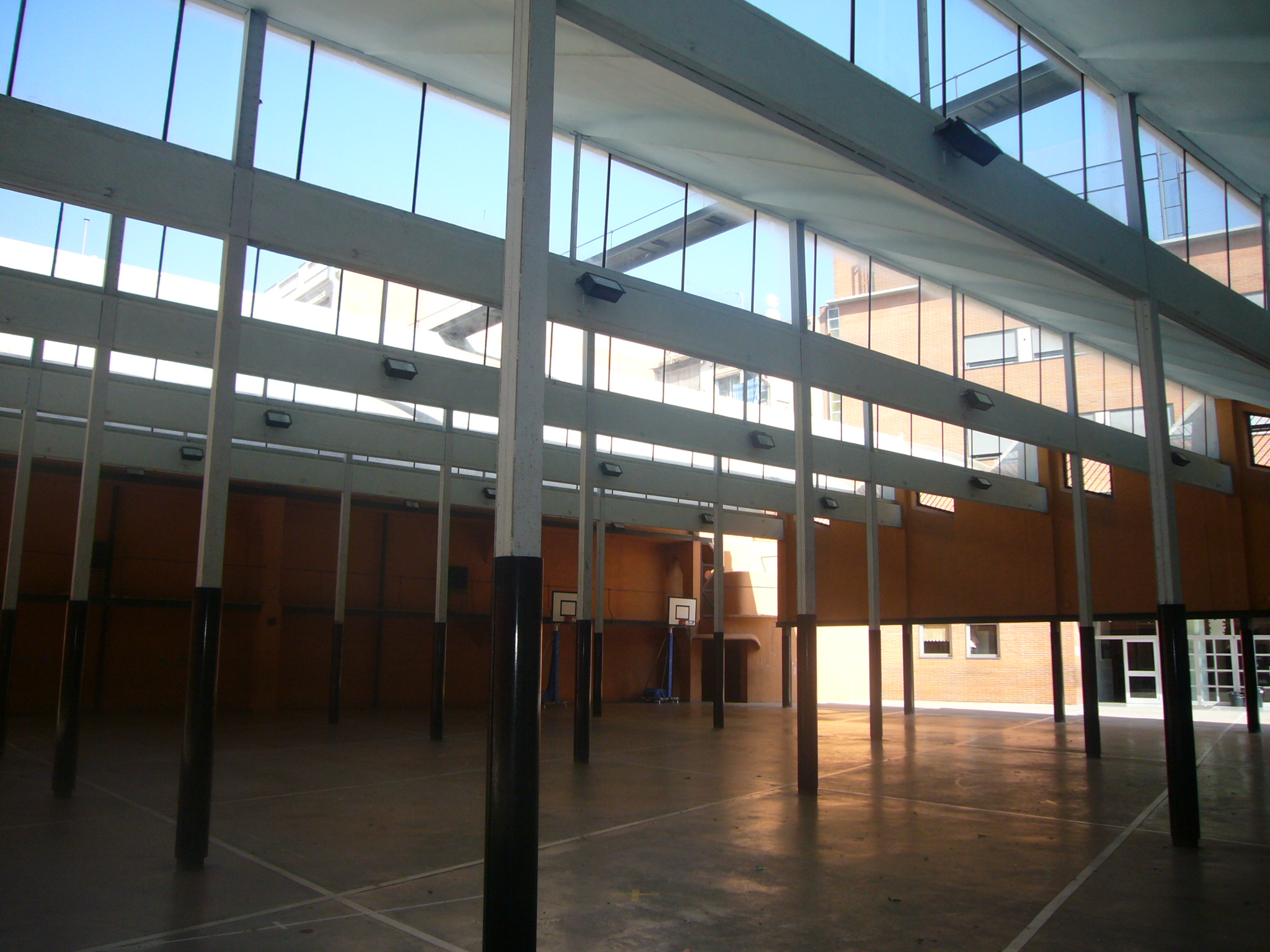
Interior dels Tallers Mañach (1916), actualment convertits en pati d'una escola

Pere Mañach i Jordi   (Barcelona, 1870 - Barcelona, 1 de juny de 1940) va ser un industrial i marxant d'art català. Amb una gran intuïció per detectar nous talents de la pintura jove, va donar suport a joves artistes catalans.

## Biografia
Fill del serraller Salvador Mañach i Trias, i amb ideals anarquistes, de jove es va instal·lar a París atret pel moviment cultural del moment. Va ajudar Picasso a introduir-se en el mercat d'art parisenc i es va convertir en el seu primer marxant. El pintor es va instal·lar a casa seva, a més de compartir un taller al bulevard Clichy, 130 de París. Fruit d'aquesta convivència i de l'historial anarquista de Mañach, Picasso va ser objecte d'unes investigacions per part de la policia francesa.
El 1901, Picasso va pintar un retrat a l'oli de Mañach, en què el mostra vestit de torero i va titular l'obra Petrus Manach. Aquest quadre va exposar-se a les galeries Vollard de París i actualment forma part de la col·lecció de la National Gallery of Art de Washington. El pintor va trencar la relació professional el 1902, si bé Mañach va preparar a París una exposició de pintures i pasteles a la galeria Berthe Weill, de l'1 al 15 d'abril, amb obres de Picasso i Lemaire, i una altra el juny a la mateixa galeria amb obres de Picasso i Matisse. Picasso va tornar a París amb Sebastià Junyent i va mostrar per primer cop les seves pintures blaus a una exposició col·lectiva organitzada també per Mañach a la galeria Berthe Weill entre el 15 de novembre i el 15 de desembre.
A la mort del seu pare el 1904, va retornar a Barcelona per a assumir la direcció d'un pròsper negoci familiar dedicat a la fabricació de panys de seguretat, caixes de cabals i articles de serralleria. Però no va deixar d'estar en contacte amb l'art modern i, el 1911, va crear una botiga d'objectes decoratius al carrer de Ferran, 57 de Barcelona. Va confiar-ne la decoració, el mobiliari i bona part dels objectes que s'hi venien a Josep Maria Jujol, que en aquells moments despuntava com a ajudant d'Antoni Gaudí a la casa Milà dissenyant les escultures en forja dels balcons i el guix dels sostres del pis principal. Gaudí, amic personal de Mañach, els havia presentat, i a partir d'aquell encàrrec, s'hi establí una relació professional que portaria aquest darrer a construir-li, el 1916, els seus tallers al carrer de la Riera de Sant Miquel, 39 de Gràcia. Jujol va fet també els mobles del menjador, del dormitori i d'una sala musiquer del pis de la Ronda de Sant Pere on Mañach va instal·lar-se el 1922 amb la seva esposa Josefa Ochoa Meya.
Mañach fou una de les persones que varen acompanyar Gaudí les hores abans de la seva mort, i va suggerir als joves arquitectes presents la idea de crear una escola gaudiniana, en la qual es reunís tota la documentació possible i materials d'estudi relatius a l'arquitecte.